# Punaise de Google Maps
Pour les articles homonymes, voir Punaise.

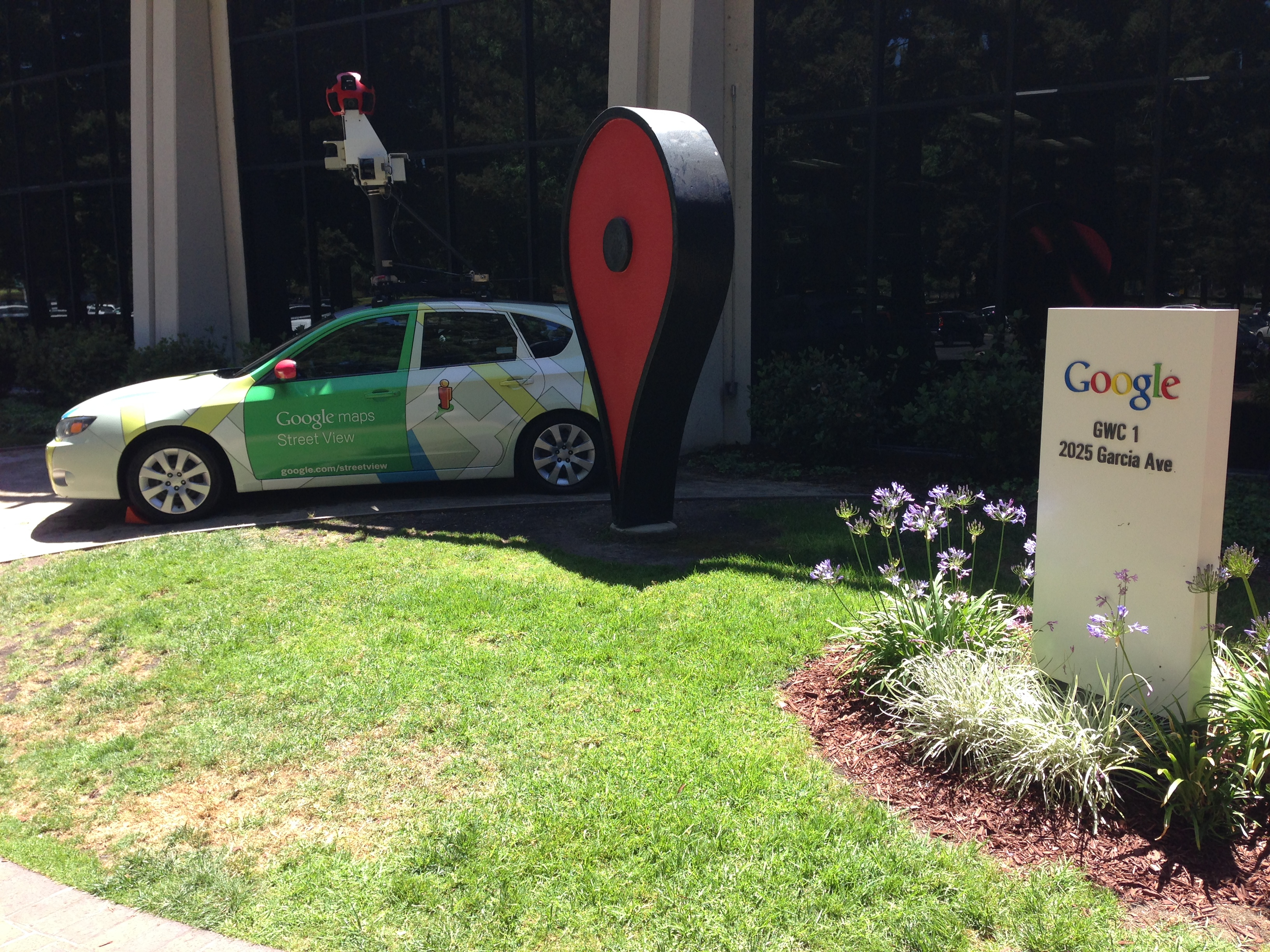
La punaise au siège de Google, à côté d'une voiture Street View.

La punaise de Google Maps est une icône en forme de goutte à l’envers qui marque les emplacements dans Google Maps. L’icône est protégée par un brevet de dessin américain en tant qu’« icône ombrée en forme de larme »,. Google a réutilisé cette punaise sur différentes images et jeux, ainsi que sur du matériel promotionnel.
La punaise, parfois appelé « le marqueur », a été largement réutilisée par d'autres entreprises, organisations et particuliers, pour leurs actions artistiques, illustrer leurs revendications ou faire leur propre promotion commerciale. Sa reproduction physique ou numérique est souvent utilisée comme symbole d’un logiciel cartographique ou des technologies de l’information et de la communication dans leur ensemble.
La punaise Google Maps a été qualifiée de « produit purement fonctionnel devenu phénomène culturel » et  de « réponse à un problème technique qui aurait acquis une vie propre, se révélant suffisamment identifiable pour pénétrer l’art et le stylisme d’autres projets ». « Semblable à une montgolfière en vol, cette icône a conquis notre culture visuelle ».
En 2014, le MoMA a acquis une représentation plastique de la punaise Google Maps pour sa collection permanente,.

## Historique
Jens Eilstrup Rasmussen a conçu le style des punaises avant le lancement de Google Maps en 2005. Il voulait que l’icône marque avec précision un point sur une carte sans en occulter l'emplacement. Le corps principal du marqueur est circulaire dans sa partie supérieure, mais se rétrécit en pointe à son extrémité inférieure, figurant une goutte à l’envers. Une ombre s'étend de la pointe inférieure, conférant au marqueur une représentation tridimensionnelle.
Dans la version initiale de Google Maps, la punaise était étiquetée des lettres A à J quand il y avait plus d’un résultat de recherche. Dans ses versions ultérieures, elle était présentée avec un point noir enchâssé pour marquer un unique emplacement En 2011, Google a publié une refonte mineure de l’icône : sa bordure noire est devenue rouge foncé pour en adoucir l'aspect.

## Utilisation par Google
Google a utilisé sa punaise en ligne et sur support papier pour ses campagnes commerciales. Elle est au premier plan de l'icône de l'application mobile Google Maps, au dessus d’une carte stylisée contentant la lettre G pour Google.

### Matériel promotionnel

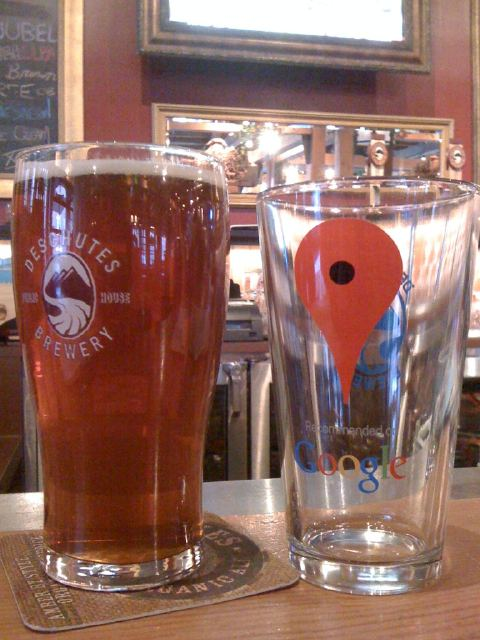
Brasserie Deschutes, 2011

La punaise a été utilisée sur des objets promotionnels comme des verres à bière, des autocollants et des manchons isolants de tasse à café dans diverses campagnes commerciales Google a également conçu et vendu des T-shirts qui affichent la punaise Google Maps accompagné de la légende « Je suis ici ».

## Utilisation par d'autres organisations
L'API Google Maps permet aux développeurs de créer des cartes personnalisées avec leurs propres marqueurs.

### Inclusion dans des logos
Bien que protégé un brevet de dessin américain, d'autres organisations utilisent la punaise Google Maps comme élément constitutif de leur propre logo,.

## Dans la culture populaire
La punaise Google Maps a dépassé son dessein initial pour devenir quasi-emblématique dans la culture populaire. Rob Walker la cite comme un exemple de matérialisation, « un objet numérique devenu objet matériel.»

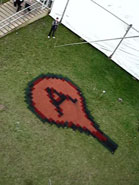
Google TapisRobert Sollis 2007
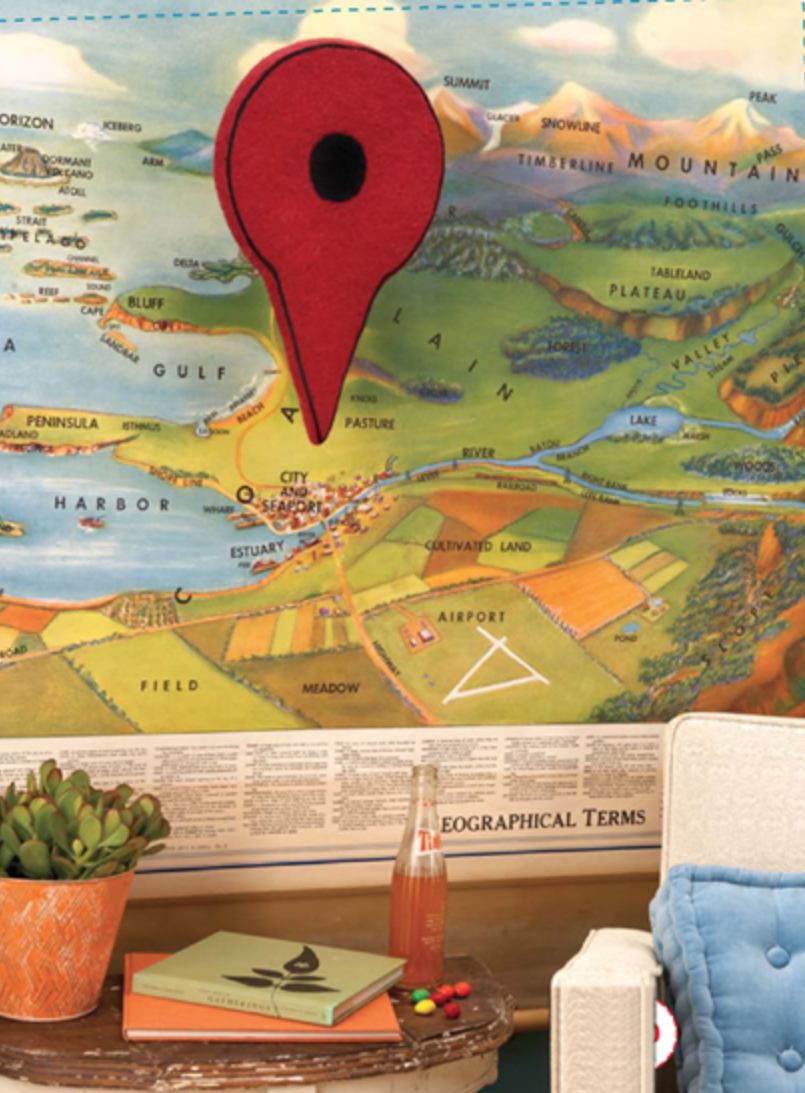
Senti Google Maps Pin, 2010
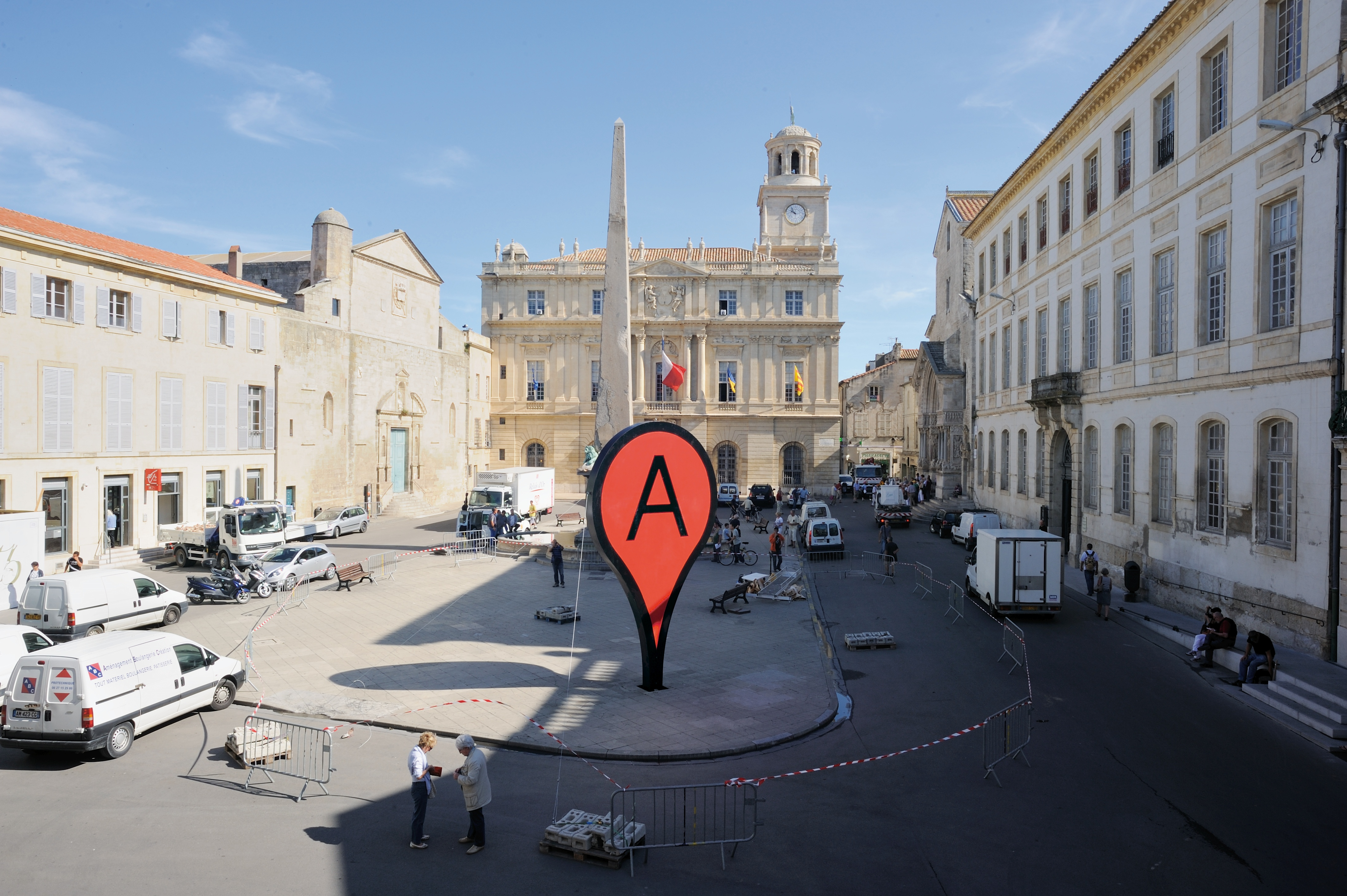
Carte, 2011
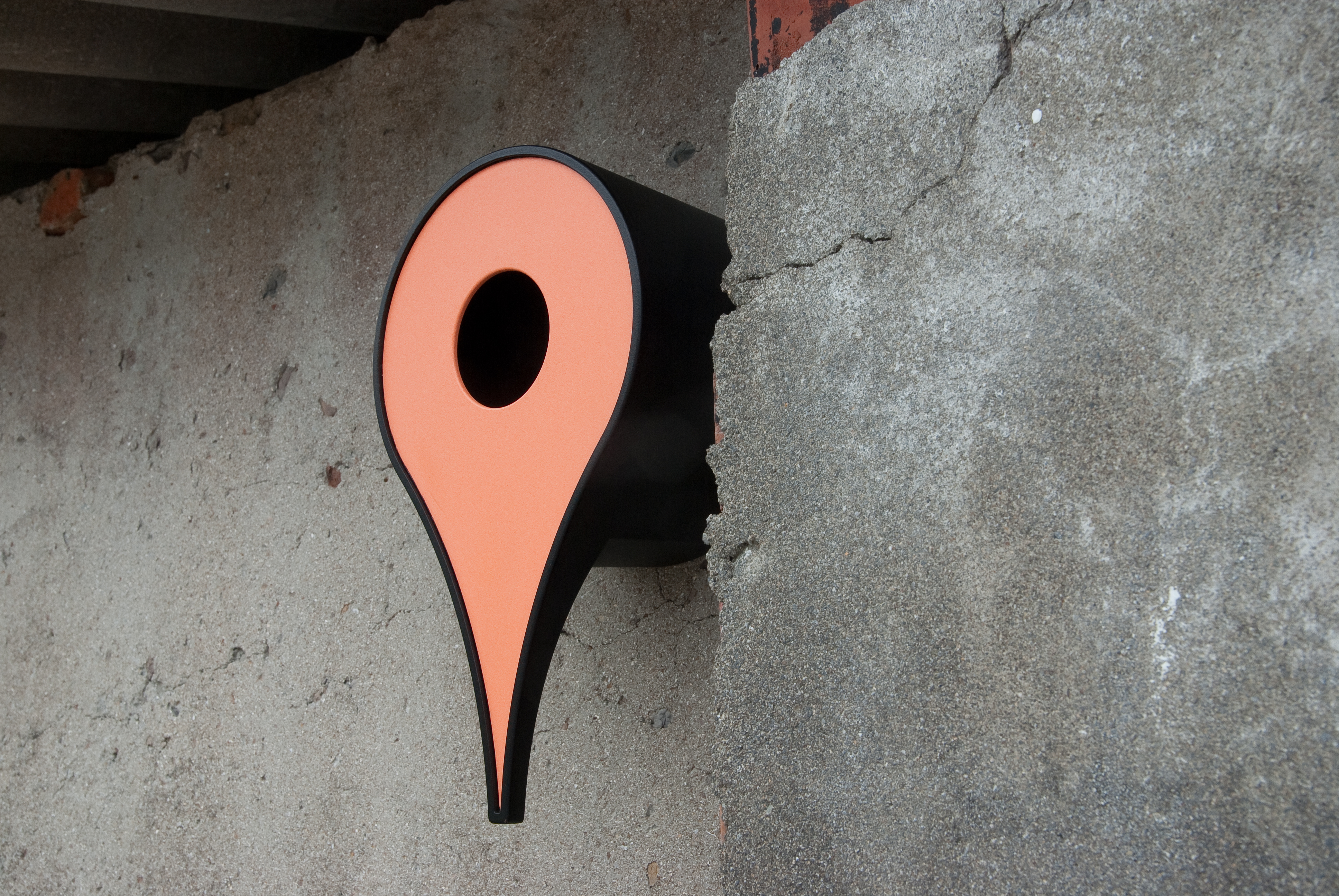
Projet Google Nichoir, 2012
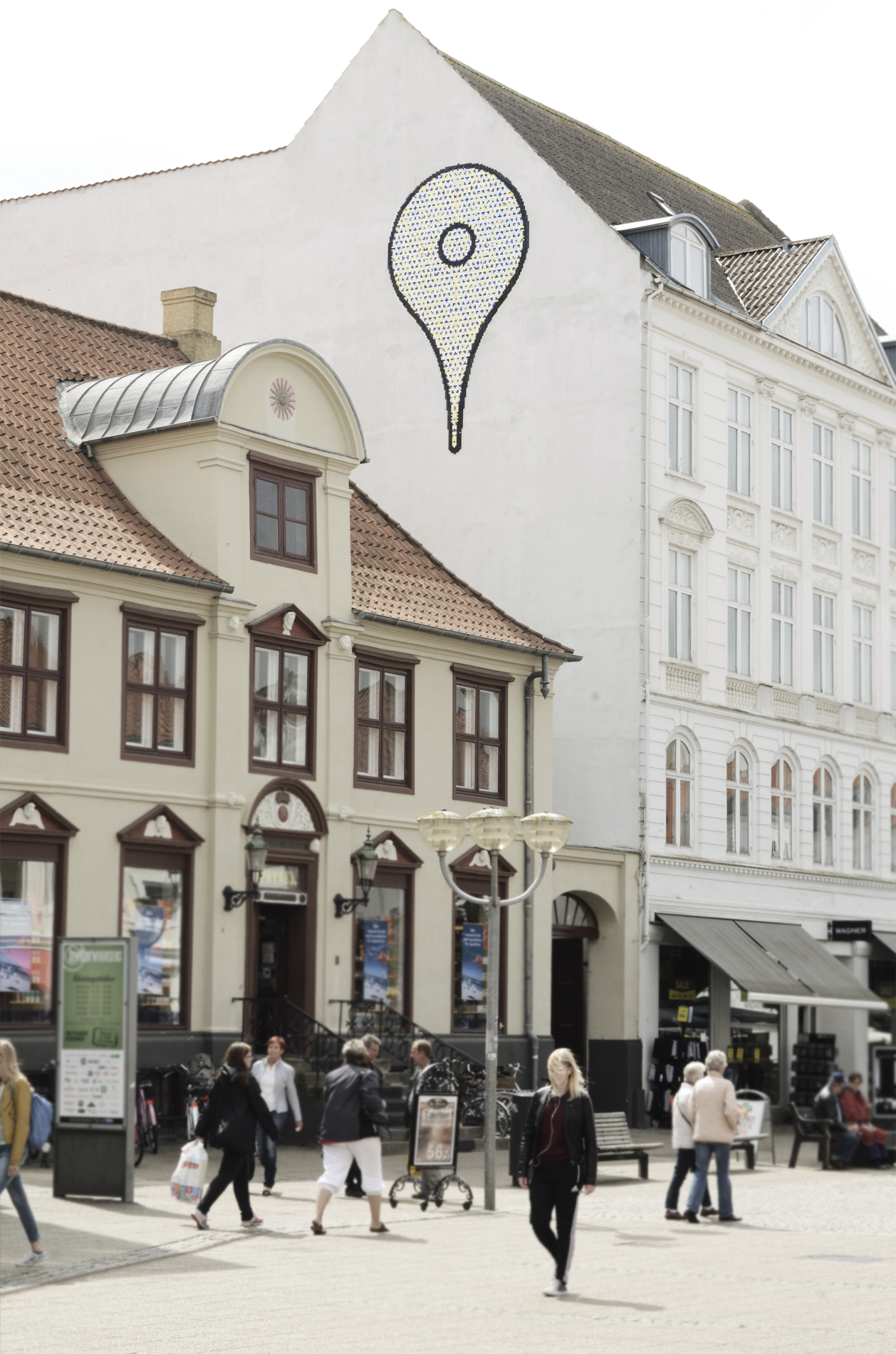
Pin, 2013